# Elisée Bouny
Elisée Bouny (* 26. Juni 1872 in Sainte-Foy-la-Grande; † 28. Oktober 1900 in Paris) war ein französischer Mediziner und Physiologe. Ihm wird die Konstruktion des weltweit ersten Fahrrad-Ergometers zugeschrieben, das zu experimentellen sportphysiologischen Untersuchungen eingesetzt wurde.

## Leben
Aufgewachsen in der französischen Provinz nahe Bordeaux war Bouny nach zeitgenössischen Beschreibungen ein selten heller Kopf von antikem stoischen Gleichmut (Un si rare esprit! Il a été d´un stoicisme antique). Er begann ein Medizinstudium an der Pariser Medizinischen Fakultät 1890. Bereits während seines Studiums befasste sich der für den Radsport begeisterte Student mit experimentellen Studien am Physiologischen Institut. Am 20. Juli 1899 verteidigte er seine Doktorarbeit über die Physiologie der unteren Extremitäten beim Radfahren an der Medizinischen Fakultät von Paris mit äußerst gutem Erfolg. Bouny strebte keine praktische ärztliche Tätigkeit an. Grund hierfür war wahrscheinlich eine nicht namentlich überlieferte schwere chronische Erkrankung, der er am 28. Oktober 1900 in Paris erlag. Elisée Bouny wurde nur 28 Jahre alt.

## Werk
Die bereits Ende des 19. Jahrhunderts in Frankreich herrschende Radsportbegeisterung förderte wissenschaftliche Forschungen wie Fragen der günstigsten Übersetzung, der Kurbellänge und der ökonomischsten Tretweise beim Radfahren. Von der Pariser Medizinischen Akademie beauftragt, befasste sich der bekannte Bewegungsforscher Étienne-Jules Marey damit, Arbeitsleistung und bestmöglichen Krafteinsatz beim Radfahren zu untersuchen. 
Die experimentelle Erprobung des von ihm 1895 konstruierten Trittkraftmessers übertrug Marey dem Medizinstudenten Elisée Bouny. Dieser führte in eigener Regie eine Reihe von Experimenten in der Station physiologique am Prinzenpark durch. Es gelangen ihm eine Reihe von Verbesserungen an Mareys Dynamometer. Im Frühjahr 1896 experimentierte Bouny mit seinem Dynamometer auf der Winterradrennbahn des Pariser Marsfeldes. Das Ergebnis war schließlich ein nach Art heutiger Heimtrainer aufgebocktes Fahrrad, dessen Hinterrad durch ein eisernes Schwungrad ersetzt wurde. Ein daran angebrachtes Bremsdynamometer maß Pedalwiderstände und Tretgeschwindigkeiten. Dieses erste Fahrrad-Ergometer wurde im April 1897 vorgestellt. Weitere Experimente und Verbesserungen – Grundlage auch für Bounys Dissertation – wiesen so unter anderem nach, dass Radfahrer ihre maximale Kraft zwischen 100 und 120 Pedalumdrehungen pro Minute entwickeln, ohne dabei die geleistete Arbeit selbst einschätzen zu können.